# Rio Deleni (Urluia)
O Rio Deleni é um rio da Romênia, afluente do Valea Baciului, localizado no distrito de Constanţa.